# Flyvemaskiner 2: Redningsaktionen
Flyvemaskiner 2: Redningsaktionen (org. Planes: Fire & Rescue) er en amerikansk 3D computeranimeret komedie - eventyrfilm fra 2014 produceret af Disneytoon Studios og udgivet af Walt Disney Pictures .  Det er en efterfølger til 2013-filmen Flyvemaskiner, og er en spin-off af Pixar 's Biler-franchisen. Dane Cook, Stacy Keach, Brad Garrett, Teri Hatcher, Danny Mann og Cedric the Entertainer gentog deres roller som stemmerne som henholdsvis Dusty Markhopper, Skipper, Chug, Dottie, Sparky og Benny Bly. Nye rollebesætninger omfattede Hal Holbrook, Julie Bowen, Ed Harris, Regina King, Wes Studi, Patrick Warburton og Dale Dye . I denne film får Dusty Markhopper til opgave at blive et brandslukningsfly i vildmarken, efter han finder af at hans motors gearkasse er beskadiget.